# Piushaven

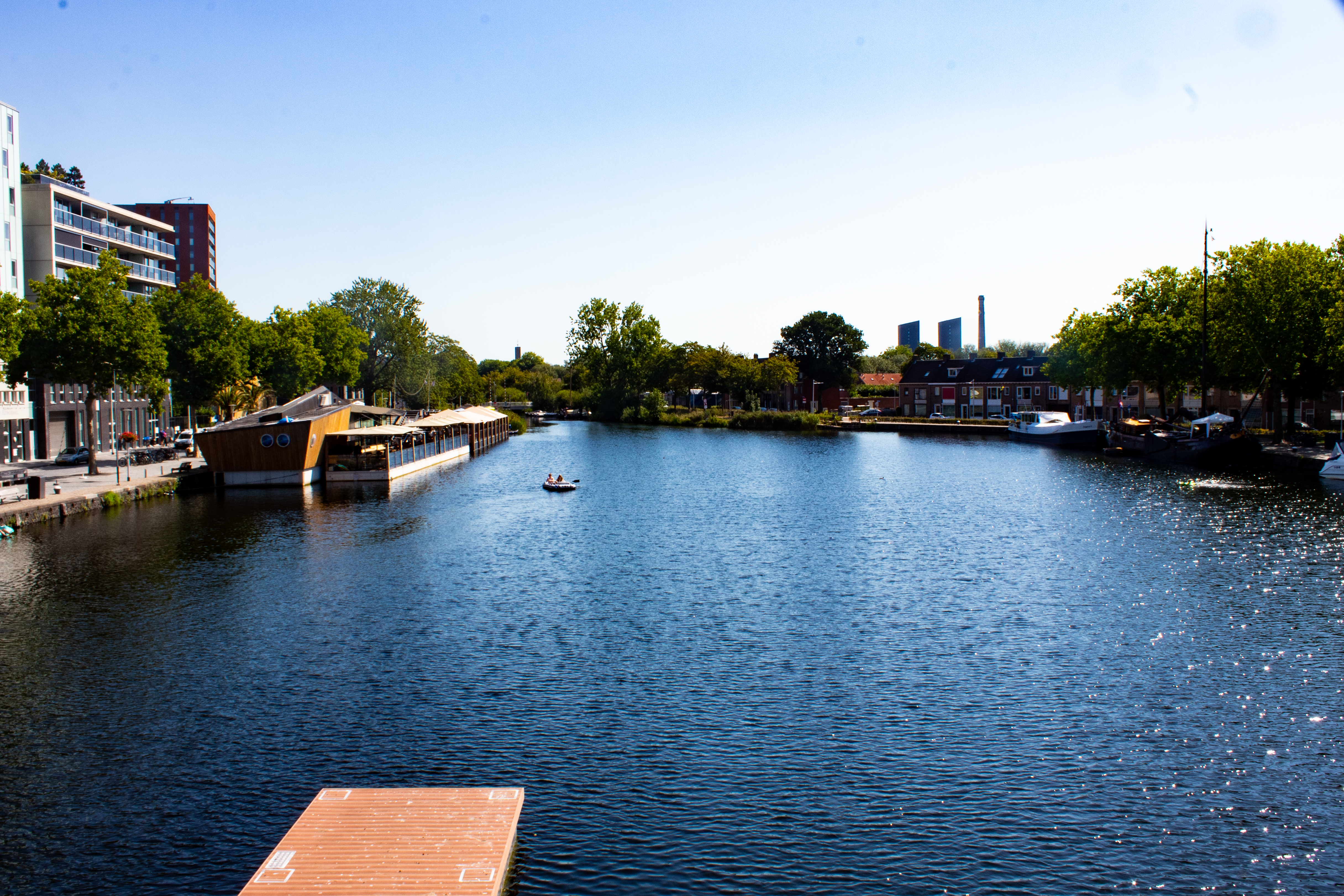
De Piushaven in Tilburg in de zomer van 2020

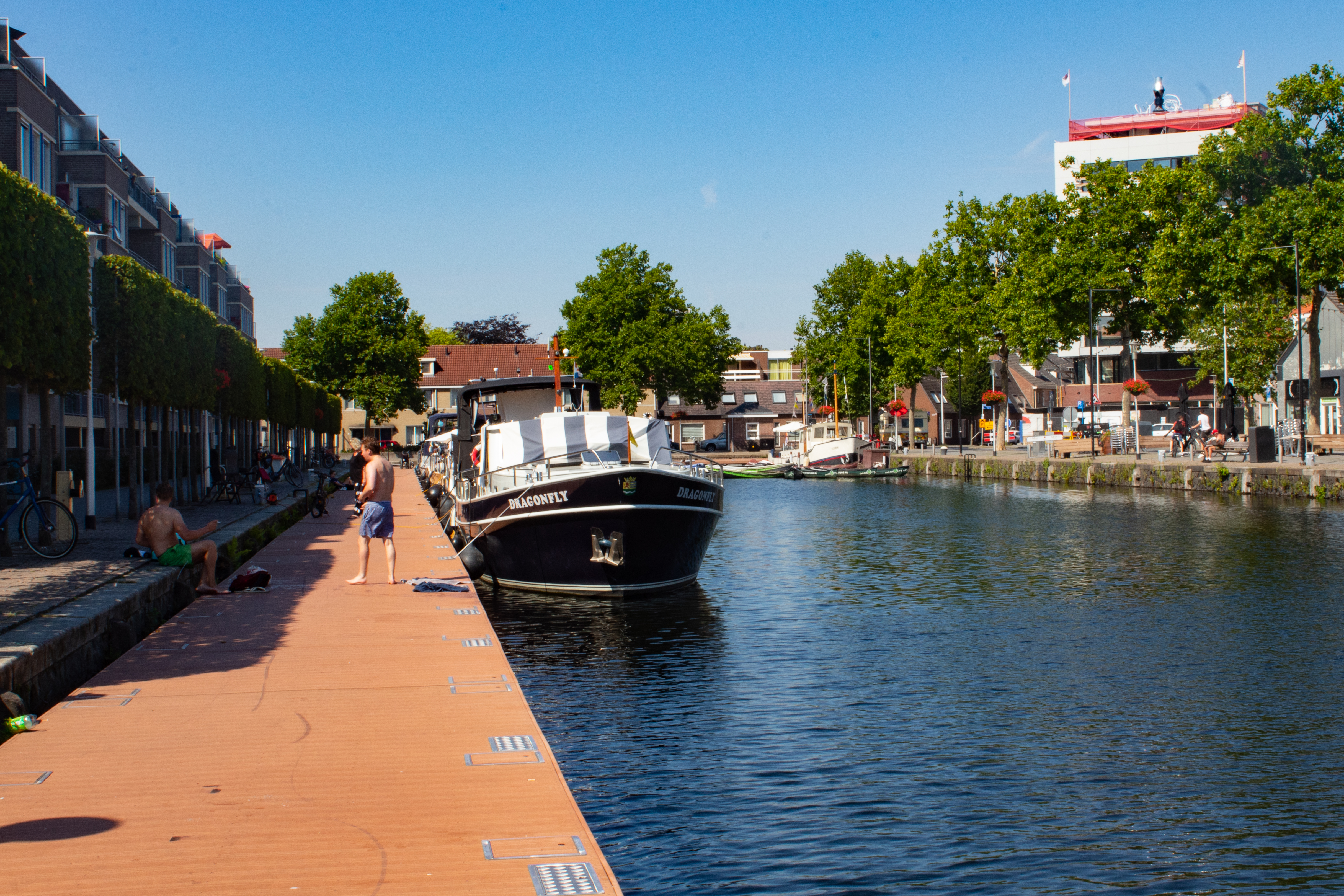
De Piushaven in de zomer van 2020

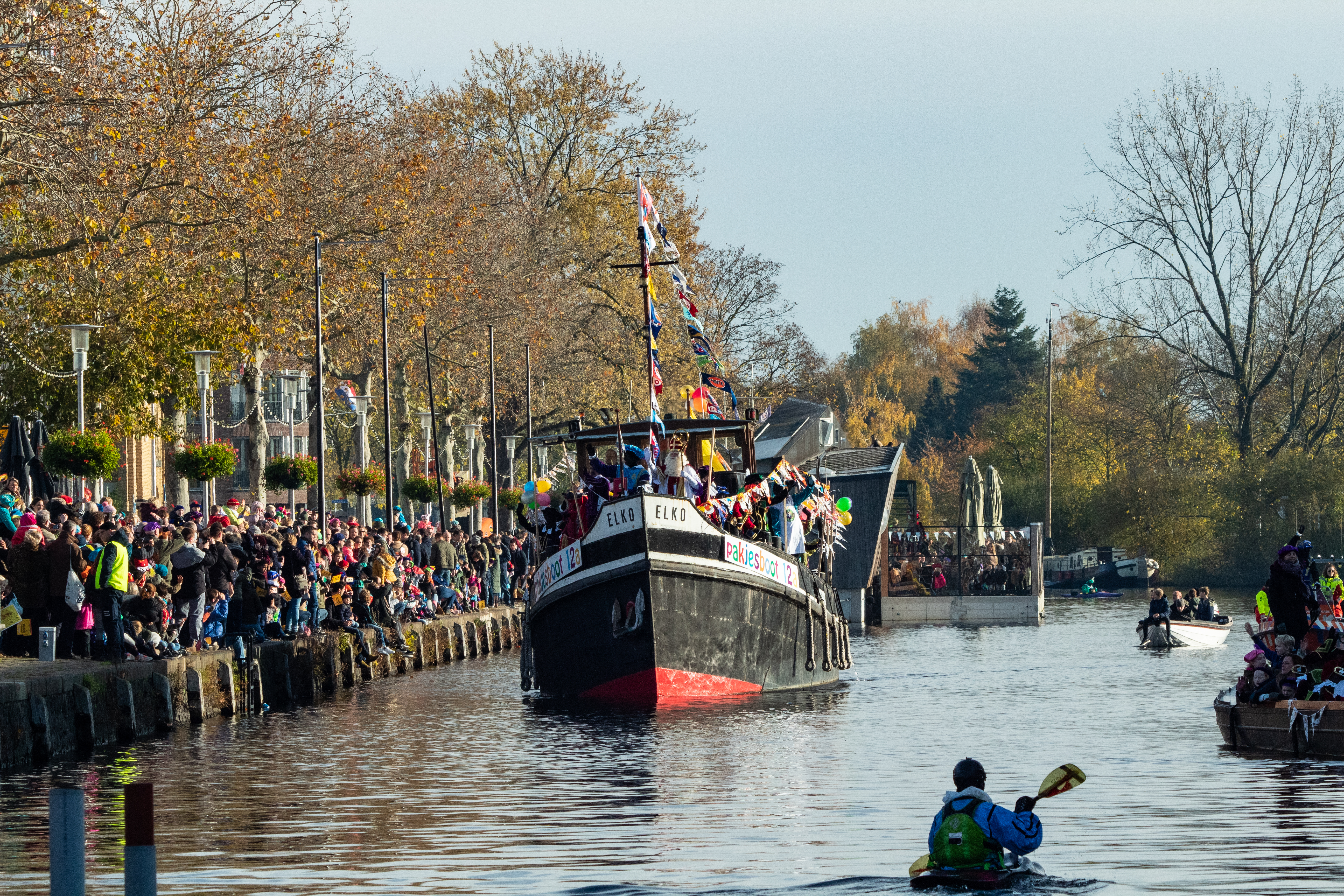
Intocht Sinterklaas in 2019

De Piushaven is een gegraven haven in Tilburg aan het Wilhelminakanaal uit het begin van de twintigste eeuw welke sinds 2002 in gebruik is als museumhaven. Het is de grootste stadshaven van Brabant. De omringende bebouwing wordt in een versneld tempo geschikt gemaakt voor horeca en wonen. Ooit was het een industriehaven tussen bedrijfspanden, vanaf 2012 heeft zich rond de Piushaven een stedelijk gebied ontwikkeld met verschillende luxe appartementencomplexen (gebouwd in de periode 2012-2019), waar wonen, werken, uitgaan en watersport samengaan.

## Evenementen
In de Piushaven vinden door het jaar heen ook diverse evenementen plaats o.a de Sinterklaasintocht, de badeendenrace(tijdens de Tilburgse Kermis), de drakenbootrace, Het Tilburgs bevrijdingsconcert en eens in de twee jaar de Swim to Fight Cancer.
Ieder jaar wordt op de laatste zondagavond van de Tilburgse Kermis de kermis bij wijze van sluiting om 22 uur met muzikale begeleiding ten grave gedragen door een 'begrafenisstoet'. Deze stoet gaat van de Heuvelse kerk naar de Piushaven. Hier wordt de Tilburgse kermis begraven door de kermiswethouder. Een vuurwerkbedrijf presenteert daarbij een 15 minuten durende muzikale vuurwerkshow. Deze vuurwerkshow wordt vaak ook live uitgezonden via Kermis FM en TV. In 2018 was er voor het eerst ook een lasershow.